# 仙湖水库
23°22′55″N 108°04′36″E / 23.382°N 108.0767°E
仙湖水库位于中国广西壮族自治区南宁市武鸣区仙湖镇，属大（II）型水库，水库容量1.247亿立方米，位于仙湖镇北部。有发电，灌溉，养殖的功能。水库中成功饲养了西伯利亚鲟。

## 参看
- 广西水库列表